# You've Got Hopes
You've Got Hopes è un singolo del gruppo post-hardcore britannico Hell Is for Heroes, pubblicato nel 2007.

## Tracce
1. You've Got Hopes – 3:41

## Formazione
- Justin Schlosberg - voce
- William McGonagle - chitarra
- Tom O'Donoghue - chitarra
- Jamie Findlay - basso
- Joseph Birch - batteria